# Dnopherula guizhouensis
Dnopherula guizhouensis är en insektsart som först beskrevs av Zheng, Z. 1982.  Dnopherula guizhouensis ingår i släktet Dnopherula och familjen gräshoppor. Inga underarter finns listade i Catalogue of Life.